# Joseph Cerrini de Monte Varchi
Freiherr (seit 1789) Joseph Cerrini de Monte Varchi (* 1743; † 27. November 1809) war Offizier, zuletzt Kaiserlich-Königlich österreichischer Feldmarschallleutnant.

## Leben

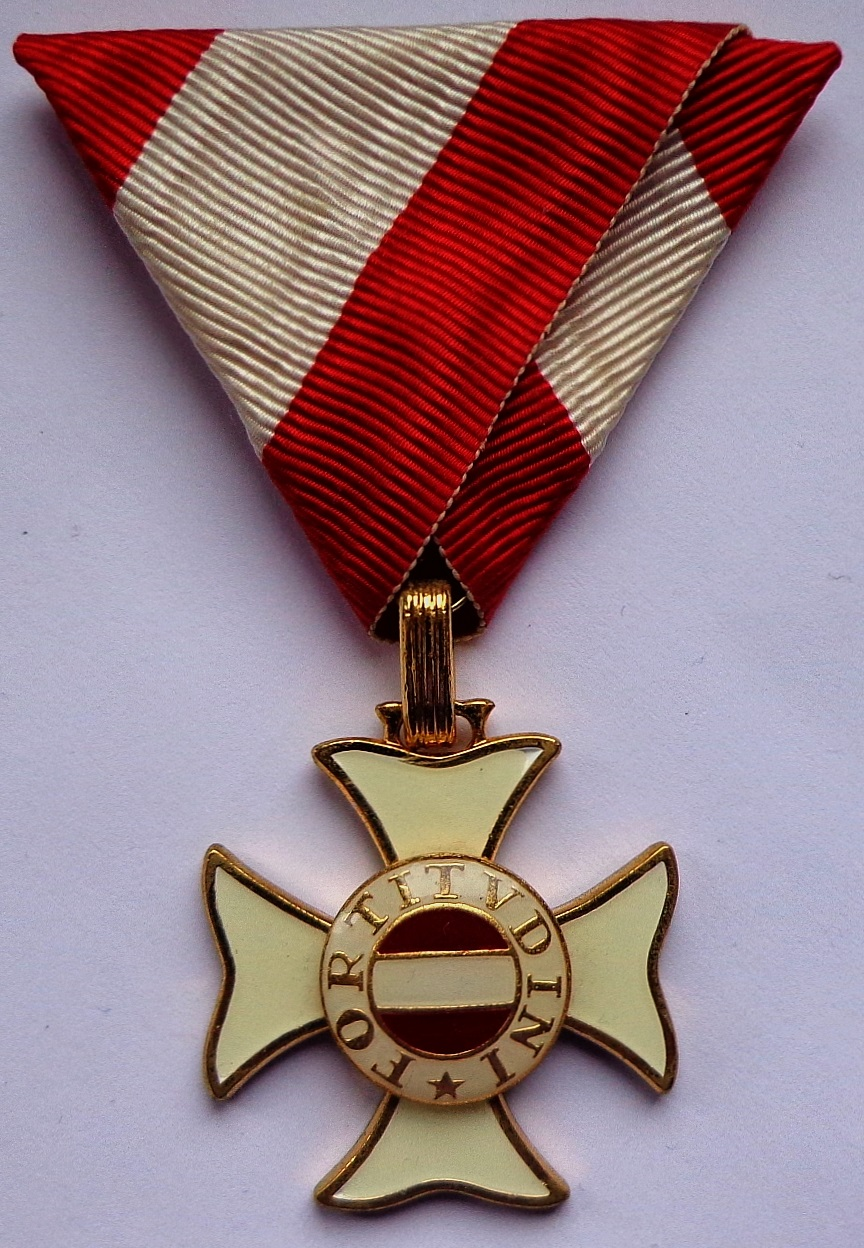
Ritterkreuz des Militär-Maria-Theresien-Ordens

Joseph Cerrini de Monte Varchi entstammte einer adeligen florentinischen Familie, deren Stammreihe mit Cerrino de Monte Varchi um 1300 beginnt. Fabrizio Cerrini war 1671 dem Ruf der Kaiserin Eleonore gefolgt und nach Österreich übersiedelt, wo er zum Hofkammerrat ernannt und Direktor aller kaiserlichen Museen und Galerien in Wien wurde. Er ist der Stammvater einer österreichischen und einer sächsischen Linie. Josephs Vater Franz von Cerrini, geboren im Jahr 1700 zu Wien, focht mit Auszeichnung im Türkenkrieg.
Am 15. November 1788 wurde Joseph Cerrini de Monte Varchi als Major mit dem Ritterkreuz des militärischen Maria-Theresien-Ordens ausgezeichnet. Im Jahr 1789 wurde er am 19. September für seine Verdienste als K. K. Obristwachtmeister mit dem erblichen Freiherrnstand der österreichischen Erblande bedacht. Am 5. März 1801 avancierte er in den Rang eines Generalmajors. Die noch höhere Ehre eines Feldmarschallleutnants kam ihm am 26. August 1809 zu, also genau drei Monate vor seinem Tod.

## Familie

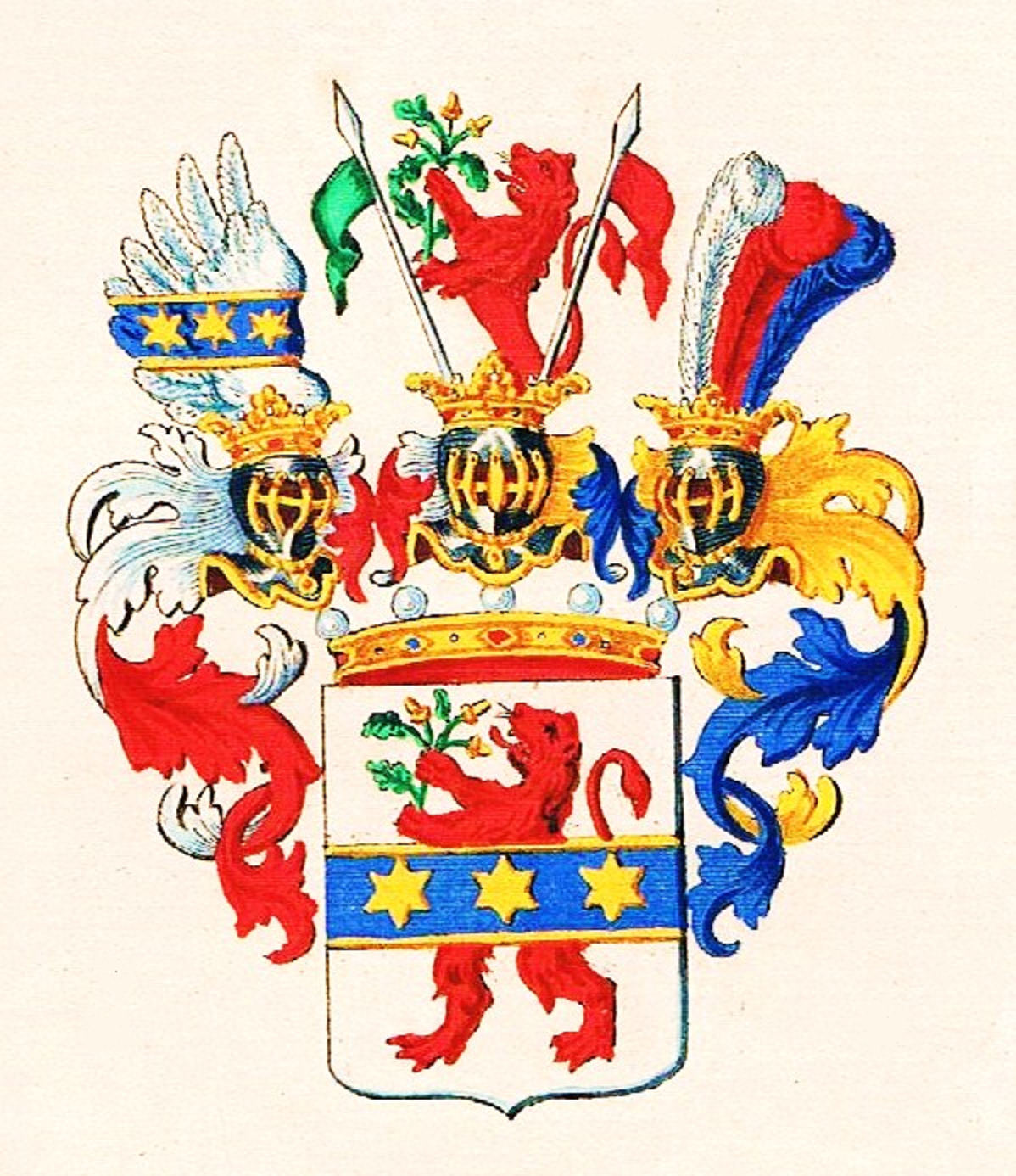
Freiherrliches Familienwappen

Vermählt war Joseph Cerrini de Monte Varchi mit Donna Isabella de Andrade aus dem Hause Andrade zu Barcelona, den Marquis de Cintadille, deren Zweig unter Kaiser Karl VI. nach Österreich gelangte.
Auch der 1777 im ungarischen Raab geborene Sohn Karl stand nachmals beim Kaiserlich-Königlichen Erzhaus in hohem Ansehen und erlangte den militärischen Rang eines Kaiserlich-Königlichen Generalmajors. Ihm wurde 1838 der erbliche Grafenstand zuteil. Die am 21. Juni 1780 zu Wien geborene Tochter Maria Anna wurde 1804 dem nachmaligen Kaiserlich-Königlichen General Paul von Wernhardt angetraut. So wurde sie 1806 zur Mutter seines Enkels Stefan von Wernhardt, der später, wie der mütterliche Großvater, zum Feldmarschallleutnant avancierte.
Der nachmalige Oberkommandeur der Sächsischen Armee Clemens Cerrini de Monte Varchi war sein Neffe.